# Зимин, Сергей Григорьевич
Сергей Григорьевич Зимин (1907 — 5 марта 1943, село Тарановка, Змиёвский район, Харьковская область, СССР) — участник Великой Отечественной войны, командир отделения 78-го гвардейского стрелкового полка 25-й гвардейской стрелковой дивизии 6-й армии Юго-Западного фронта, старшина РККА, Герой Советского Союза (1943).

## Биография
Сергей Григорьевич Зимин родился в крестьянской семье в деревне Вьюн (ныне — Сергачского района Нижегородской области).
Окончил 7 классов школы. В 1927—1929 годах проходил срочную службу в Красной Армии.
С 1930 года работал счетоводом в местном колхозе, с 1936 года стал председателем колхоза. В 1940 году вступил в ВКП(б).
С началом Великой Отечественной войны пошёл добровольцем в Красную Армию, несмотря на то, что имел бронь, а также был болен. Воевал в составе 25-й гвардейской стрелковой дивизии. Принимал участие в битве за Москву (был тяжело ранен), Сталинградской битве, освобождении Украины.
2 марта 1943 года в составе взвода лейтенанта Широнина отделение Зимина приняло бой на железнодорожном переезде возле села Тарановка Харьковской области Украины. В бою получал ранение, но остался в строю и продолжил вести бой. В критический момент боя гранатами подорвал танк и при этом погиб. Похоронен в братской могиле у села Тарановка.
Указом Президиума Верховного Совета СССР «О присвоении звания Героя Советского Союза начальствующему и рядовому составу Красной Армии» от 18 мая 1943 года за «образцовое выполнение боевых заданий командования на фронте борьбы с немецкими захватчиками и проявленные при этом отвагу и геройство» удостоен посмертно звания Героя Советского Союза. Посмертно был награждён орденом Ленина.

## Память
- В г. Сергач на стеле, посвященной Героям войны, имеется барельеф С. Г. Зимина.
- В сёлах Тарановка и Соколово Харьковской области Герою установлены памятники.